# Eleri Morgan (comediante)
Eleri Morgan é uma actriz e comediante galesa. Ela foi criada na área de Aberystwyth e agora mora em Cardiff, tendo vivido anteriormente em Londres.

## Carreira

### Actriz
Morgan actuou em várias peças de teatro. Ela já actuou em Henrique V como Alice no Shakespeare's Globe em Londres, Masie é Honesta na Alma Tavern & Theatre, Bristol e também trabalhou para a BBC Wales. Ela também apareceu em séries dramáticas de televisão, incluindo Hinterland e Decline and Fall.

### Comediante
Morgan apresentou-se no Swansea Fringe Festival 2017 como parte de uma sessão de comédia. e no Leicester Comedy Festival com Esyllt Sears. Ela apresentou um cenário galês no Aberystwyth Comedy Festival em 2018; ela também apresentou-se em sessões de comédia Stand Up For Wales. Morgan é uma das apresentadoras da saga online da BBC Wales e da série de dramaturgos Sesh.